# Isili
Isili (sardinsky: Ìsili) je italská obec (comune) v provincii Sud Sardegna v regionu Sardinie. Nachází se ve výšce 523 metrů nad mořem a má přibližně 2 400 obyvatel. Rozloha obce je 67,84 km².